# Tamdaotettix semipullus
Tamdaotettix semipullus är en insektsart som beskrevs av Andrej Vasiljevitj Gorochov 1998. Tamdaotettix semipullus ingår i släktet Tamdaotettix och familjen grottvårtbitare. Inga underarter finns listade i Catalogue of Life.